# 概括化他人
概括化他人（英語：generalized other），又稱概化他人、類化他人，是由喬治·賀伯特·米德提出的社會科學概念，並主要用於符號互動領域。通常的概念是：在某一特定社會裡，一個人對自己的行動和想法的期望與他人相同，並因此表明其作為一個共享社會體系的代表成員與他人之間的關係。
米德認為給予個人自我統一感的組織化社區或社會團體，均可稱為是概括化他人；概括化他人的態度即是整個社區的態度。社會過程即是透過概括化他人的形式而影響個人的行為，換言之，社會藉概括化他人控制和約束個別成員的行動。概括化他人是探討個人如何從參照團體中選擇適當的角色，根據抽象的原則評斷自己的表現，並形成穩健統整的自我形象。
當一名演員試圖想像他人對自己的期望時，他便是站在概括化他人的視角。

## 先驅
米德對概括化他人的概念與亞當·史密斯關於中立旁觀者的想法相聯繫，後者源於早期约瑟夫·艾迪生和愛比克泰德的想法。
亞當·史密斯寫道：「我們設想自己行動時有一個完全公平公正的人在場，而這個人……通常只是個男人，一名中立的旁觀者，他對我們行為舉止的看法，跟我們所認為的他人的看法一樣漠不關心。」

## 角色扮演和遊戲
米德認為每一個人的自我是由社會經驗之中逐漸發展而成的。自我發展的第一個階段，是個人的自我由特定他人或團體對自己的特殊態度所形成，譬如兒童從父母的期望、眼神或言語，想像自己即是父母所期望或描述的自我；此一時期的父母或特定的他人、團體等，均是個人成長歷程中的參照團體。自我發展的第二階段，個人的自我不僅是由父母、其他特定他人或團體的期望或態度所形成，而且是由個人所綜合歸納的周遭社會的共同價值、信念與態度，亦即所謂「概括化他人」所形成。
米德首先對比了「幼兒時期的角色扮演和假裝的經歷」與「有組織的遊戲」之間的差異。其中一個角色只是簡單地被另一個角色取代，沒有任何連續性。他說：「在後者中，兒童必須得知所有參與遊戲的人的看法。」 他認為有組織的遊戲是構成成熟自我意識不可或缺的部分，而實現的方式只能是學習如何反應和理解，他人對（改變）與自己有關的共同許諾的態度：即「概括化他人」。
米德辯論道：「在遊戲中，有一個組織化、概括化的他人，這是由兒童自然發現的……例如，假設有一個球隊作為社交團體，則『概括化他人』即為球隊——就其進入球隊而言——作為一個有組織的過程或社交活動——進入到球隊每個成員個人的經歷。」譬如兒童在遊戲之中，先是模仿成人而扮演父母、親人、警察、醫生、法官、工人，繼而發展遊戲的規則，各種規則的服從便是概括化他人的作用。
透過以未知他人的視角觀察事物，兒童可能最終得以具象化他人的意圖和期望，且看待他（自己）時從他人的觀察點出發——概括化他人的觀點。
「概括化他人」的看法即為更大社群的看法。據米德所言，概括化他人是我們與社會聯繫的媒介。

## 相似的心理分析概念
作為一個概念，「概括化他人」大致與佛洛德學說的「超我」的構想相同。它也被拿來跟雅各·拉岡對「父親之名」的用法對比，為第三方由所有人類互動中的社會習俗、法律和語言的存在所建立的。它也與巴赫京假定以接收和理解人類溝通的「非常受話人」（superaddressee）類似。

## 延伸閱讀
- 1934: Mead, G. H. (C. W. Morris ed.), Mind, Self, and Society from the Standpoint of a Social Behaviorist, University of Chicago Press, Chicago.
- 1956: Natanson, Maurice（英语：Natanson, Maurice）, The Social Dynamics of George H. Mead, Public Affairs Press, Washington, D. C.
- 2008: Ritzer, G.R.（英语：George Ritzer）, Sociological Theory seventh edition. McGraw-Hill Higher Companies, New York.

## 外部連結
- Roles, the Self, and the Generalized Other （页面存档备份，存于）